# Lacustricola kassenjiensis
Lacustricola kassenjiensis es un pez de la familia de los pecílidos en el orden de los ciprinodontiformes.

## Distribución geográfica
Se encuentran en África: Nilo Blanco en Sudán, el río Nilo en su delta en Egipto, lagos del nordeste de la República Democrática del Congo, Uganda y Tanzania central.